# Fernando Serena
Pour les articles homonymes, voir Serena (homonymie).
Fernando Rodríguez Serena, né le 28 janvier 1941 à Madrid et mort le 15 octobre 2018 à Pampelune, est un footballeur international espagnol évoluant au poste de milieu de terrain.

## Biographie
Formé dans les catégories de jeunes du Real Madrid, Fernando Serena est prêté deux saisons à Osasuna où il marque neuf buts en 51 matchs de championnat.
Il retourne ensuite dans son club formateur. Il joue pendant cinq saisons avec le Real, de 1963 à 1968. Il prend part avec cette équipe à 54 matchs en championnat, inscrivant onze buts. Il remporte quatre titres de champion avec Madrid.
Avec le Real, il remporte également la Coupe d'Europe des clubs champions en 1966, en marquant le but de la victoire en finale contre le Partizan Belgrade. Fernando Serena joue un total de dix matchs en Coupe des clubs champions avec le Real. Il dispute également la Coupe intercontinentale 1966 perdue face au club uruguayen de Peñarol.
Il évolue ensuite deux saisons en première division avec le club d'Elche, avant de terminer sa carrière à l'UE Sant Andreu, où il joue pendant six saisons en deuxième division.
Fernando Serena est sélectionné à une reprise en équipe nationale, le 9 janvier 1963. Il s'agit d'une rencontre amicale disputée face à l'équipe de France à Barcelone (0-0).
Le bilan de sa carrière en championnat s'élève à 342 matchs joués, pour un total de 45 buts marqués.
Le décès de Fernando Serena est annoncé par le Real Madrid le 15 octobre 2018.

## Palmarès
- Vainqueur de la Coupe d'Europe des clubs champions en 1966 avec le Real Madrid
- Finaliste de la Coupe intercontinentale en 1966 avec le Real Madrid
- Champion d'Espagne en 1964, 1965, 1967 et 1968 avec le Real Madrid
- Vice-champion d'Espagne en 1966 avec le Real Madrid